# Lingotin

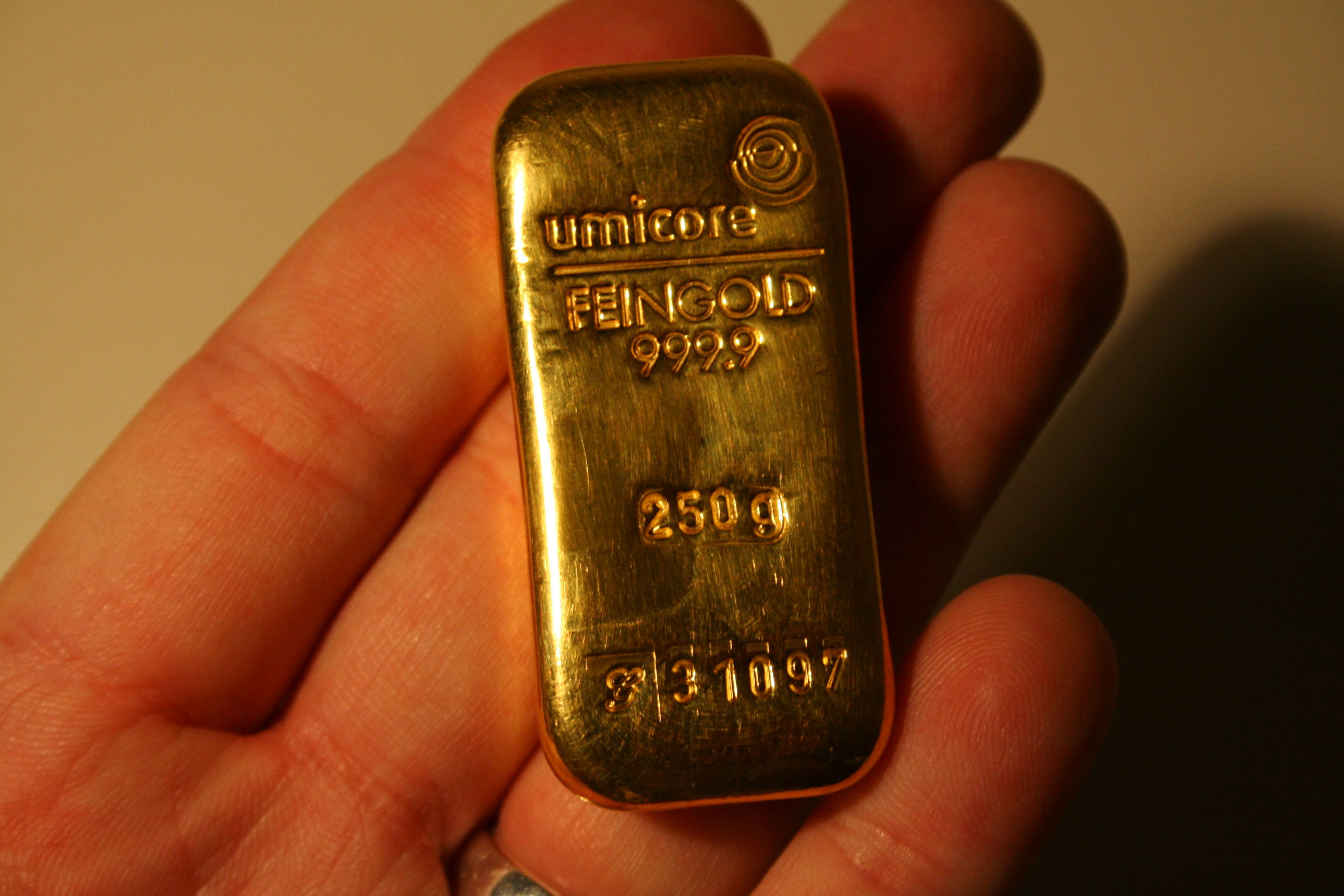
Lingotin de 250 g.

Un lingotin d'or est un « minilingot » numéroté de titre au moins égal à 995 millièmes, généralement 999,9 (or fin, 24 carats). Il peut se décliner en versions de 10, 20, 1 once troy (31,103 g), 50, 100, 250 ou 500 g. Le lingot d'or usuel coté pèse 1 kg. Les frais de fonderie expliquent en partie la surcote des tailles réduites.
Il existe aussi des « microlingots » de 1 g.
Par comparaison, la pièce d'or mexicaine de 50 pesos renferme 37,5 g d'or pur et pèse environ 41,7 g. Elle titre 900 ‰ (le taux de cuivre est égal à 10 % pour assurer la solidité de la pièce).